# Olocau
Olocau ist eine spanische Gemeinde der (municipio) der Landesregion Valencia (Communidad de Valencia) in Spanien. Gleichzeitig gehört sie zur Provinz Valencia und zur Comarca Campo de Turia und hat 2.425 Einwohnern (Stand: 2024).

## Geographie
Olocau liegt etwa 27 Kilometer nordnordwestlich vom Zentrum der Provinzhauptstadt Valencia in einer Höhe von ca. 200 m. Im Gemeindegebiet liegt der Flugplatz Olocau für Ultraleichtflugzeuge.

## Bevölkerungsentwicklung
| Jahr      | 1970 | 1981 | 1991 | 2001 | 2011 | 2021 |
| Einwohner | 559  | 573  | 656  | 933  | 1517 | 2028 |

## Bauwerke
- Archäologische Fundstelle Puntal dels Llops, iberische Siedlung aus dem 5. Jahrhundert vor Christus
- Reste der königlichen Burg Castillo del Real
- Marienkirche (Iglesia de la Virgen del Rosario)
- Grafenpalast
- Marienkapelle

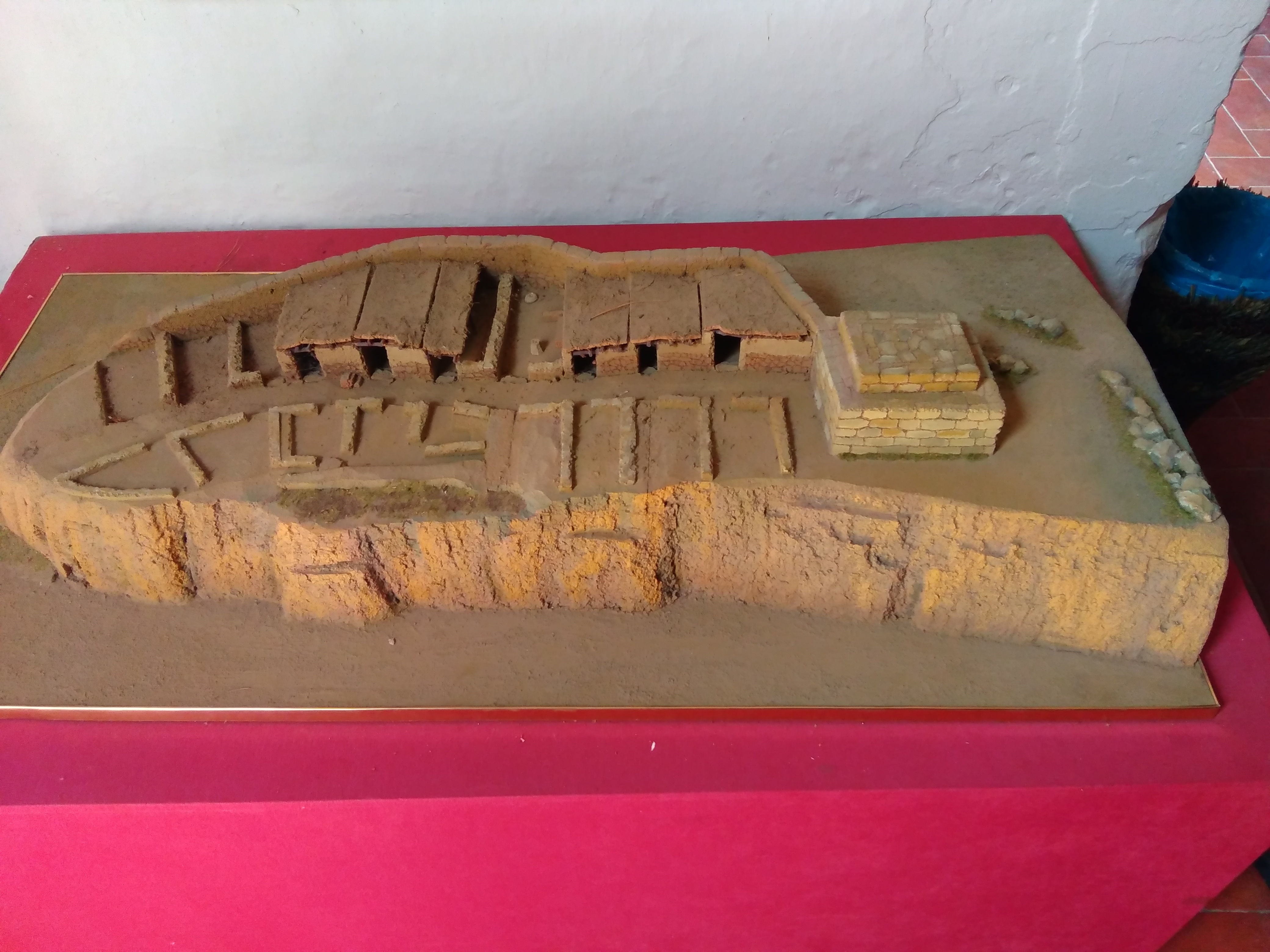
Archäologische Fundstelle Puntal dels Llops
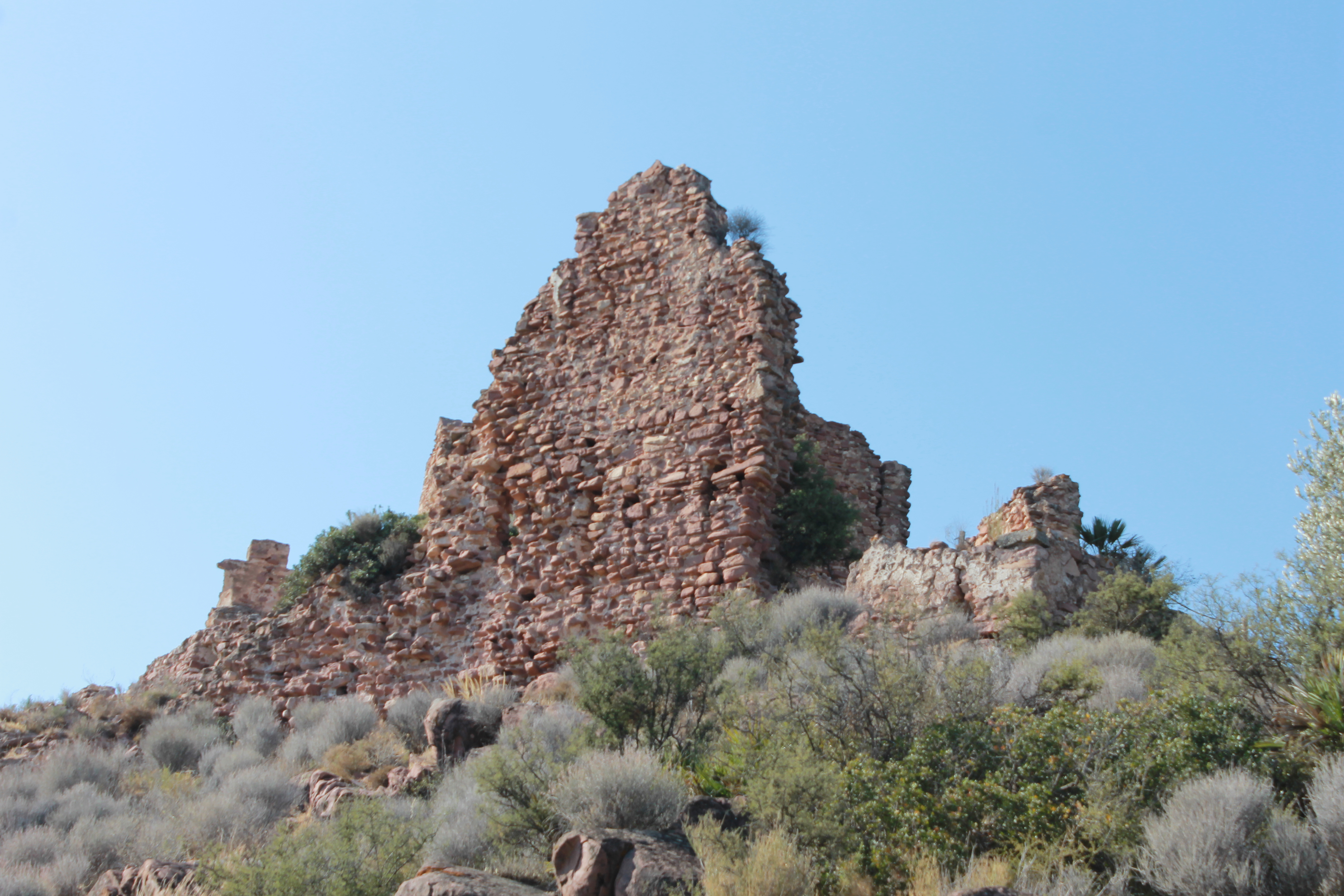
Reste der königlichen Burg
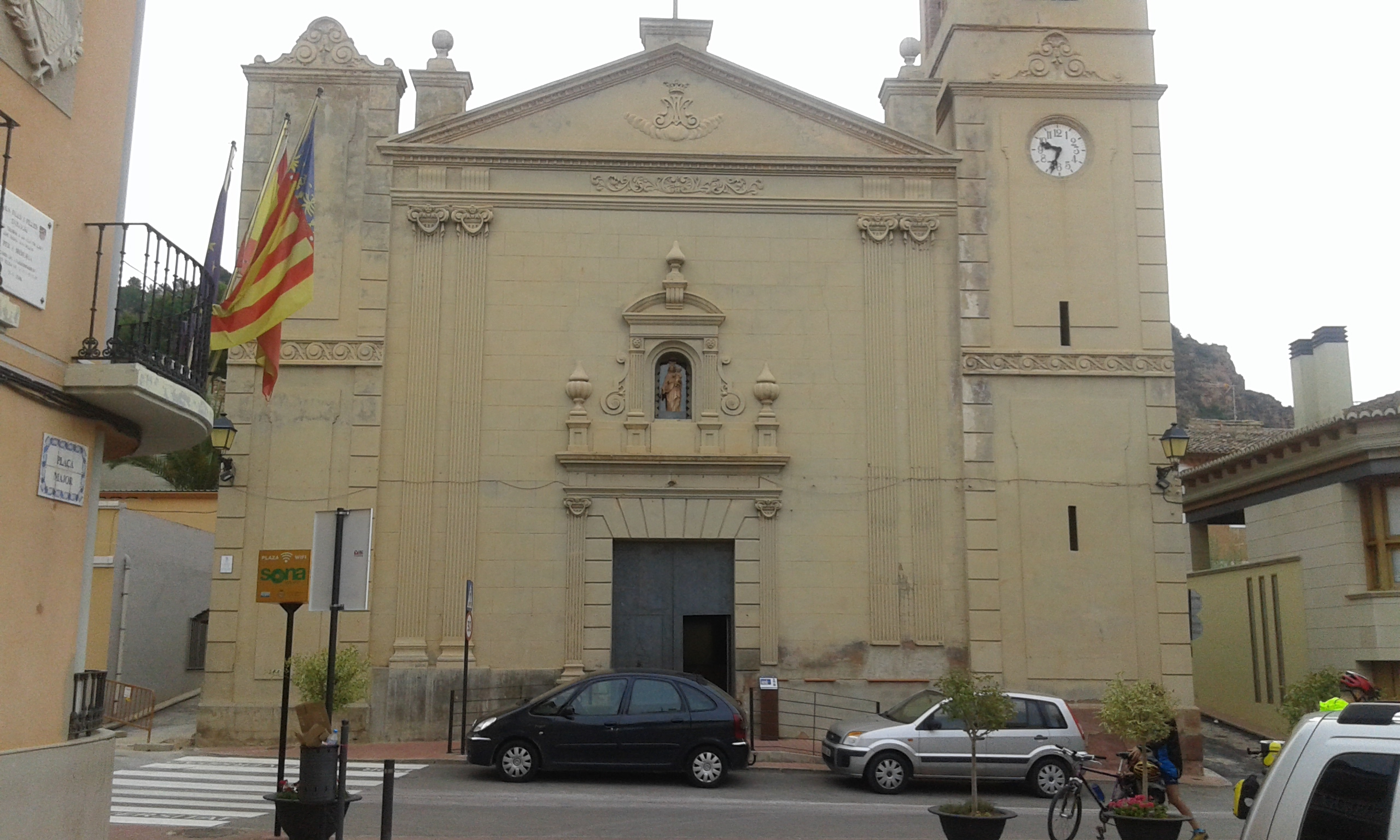
Marienkirche
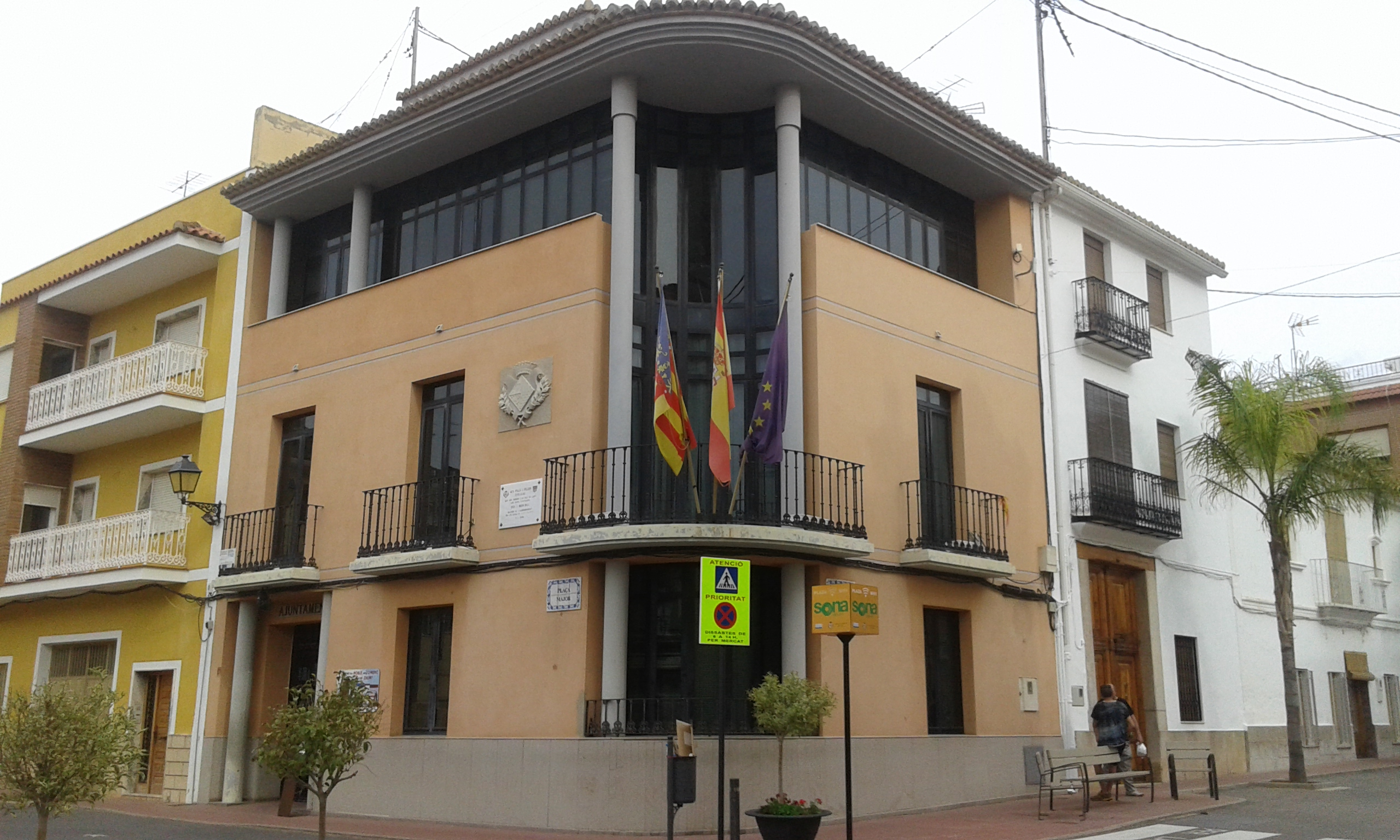
Rathaus

## Gemeindepartnerschaft
- Gavà (Region Katalonien) seit 1. Juli 2006

Aus der infrastrukturschwachen valencianischen Gemeinde Olocau wanderten seit Beginn des 20. Jahrhunderts viele Menschen über Generationen in das aufstrebende Gavà um zu arbeiten, zunächst in einer Besenfabrik, später hauptsächlich bei Roca Sanitario. Auch nach vielen Jahren sind die familiären und freundschaftlichen Beziehungen zwischen den Menschen beider Orte fest.